# Distretto di İnönü
Il distretto di İnönü (in turco İnönü ilçesi) è uno dei distretti della provincia di Eskişehir, in Turchia.